# Заноже
Заноже (серб. Заножје / Zanožje) — село в общине Вишеград Республики Сербской Боснии и Герцеговины. В настоящее время село необитаемо.